# Charlene Holt
Charlene Holt (* 28. April 1928 als Verna Charlene Staveley in Snyder, Texas; † 5. April 1996 in Brentwood, Tennessee) war eine amerikanische Schauspielerin und ein Model. Sie wurde vor allem bekannt durch Rollen in Filmen von Howard Hawks.

## Leben und Wirken
Charlene Holt war die Tochter von Malcolm C. und Verna Vesta Stavely, geb. Chandler. Nachdem sie das College abgebrochen hatte, begann Holt in den 1950er Jahren eine Karriere als Model. Sie wurde 1956 „Miss Maryland“ und machte zunächst Werbung für Bademoden. Als sie von der renommierten Modelagentur von Eileen Ford, Ford Models, unter Vertrag genommen wurde, übersiedelte sie nach New York. Anschließend machte sie sich vor allem mit Werbung für hochpreisige Kosmetikprodukte einen Namen. Sie wurde als „Miss Sweater Girl“ Werbeträgerin für den Lobby-Verband Wool Bureau der US-amerikanischen Wollindustrie, war in zahlreichen Spots im Kino und im Fernsehen zu sehen und stieg zu einem der bestbezahlten amerikanischen Models ihrer Zeit auf.
Ab Anfang der 1960er Jahre trat sie in kleinen Nebenrollen in Film und Fernsehen in Erscheinung, häufig in Krimiserien wie Perry Mason. Aufgrund ihrer hochgewachsenen und extravaganten Erscheinung verkörperte sie meist selbstbewusste und glamouröse Frauentypen. Für den A-Film in Hollywood entdeckte sie der Erfolgsregisseur Howard Hawks. Er hatte sie in einem Werbespot für Lippenstifte der Marke Revlon gesehen und besetzte sie in drei seiner Filme neben hochkarätigen leading men des Hollywoodkinos. 1964 war sie in Ein Goldfisch an der Leine die texanische Verlobte Tex Connors der von Rock Hudson verkörperten männlichen Hauptfigur, 1965 spielte sie in dem Actionfilm Rote Linie 7000 als Lindy Bonaparte eine Freundin des von James Caan verkörperten Rennfahrers Mike. Den Höhepunkt und gleichzeitig den Abschluss ihrer Filmkarriere bildete 1966 die Rolle der Hotelbesitzerin Maudie in dem Western El Dorado. Als Frau zwischen zwei Männern – dargestellt von John Wayne und Robert Mitchum – spielte sie ihre erste und einzige ausgebaute Nebenrolle in ihrer Filmtätigkeit und überzeugte dabei Publikum wie Kritik. Der Film wurde ein Kassenschlager.
Nach den Dreharbeiten zu El Dorado heiratete sie im selben Jahr den wohlhabenden Bauunternehmer William A. Tishman. Dabei stellte sich heraus, dass sie sich zehn Jahre jünger gemacht hatte. Damit endete ihre Filmkarriere abrupt und sie trat nur noch gelegentlich in kleinen Rollen in B-Movies und im Fernsehen auf, zum Beispiel 1968 neben Robert Wagner in zwei Episoden der Krimiserie Ihr Auftritt, Al Mundy sowie 1974 in der ersten Fernsehverfilmung des Comicstoffs Wonder Woman, worin sie neben Cathy Lee Crosby in der Titelrolle die Amazonenkönigin Hippolyte gab. Die Ehe mit Tishman wurde 1973 geschieden. In dem Spielfilm Melvin und Howard von Jonathan Demme hatte sie 1980 in einer winzigen Nebenrolle als Mrs. Worth ihren allerletzten Auftritt auf Leinwand oder Bildschirm. Sie zog sich aus dem Showbusiness zurück und starb, von der Filmwelt vergessen, mit 67 Jahren in Tennessee.

## Bewertung als Schauspielerin
Ihre Gestaltung der Rolle der Maudie wurde sowohl von Howard Hawks als auch von Martin Scorsese positiv hervorgehoben. Hawks lobte in einem Interview, sie sei vor allem in El Dorado eine „wirklich gute Schauspielerin gewesen“, nur habe sie zu sehr ein Star sein wollen, auf den Effekt beim Publikum hin gespielt, und sei zudem privat unberechenbar (Hawks sagt „dangerous“) gewesen. Martin Scorsese hingegen zollte ihr uneingeschränkt Lob für ihre schauspielerische Leistung in El Dorado und zeigte sich angetan von ihrer „lässigen Art“ und ihrer „angenehm rauchigen Stimme“ („easygoing manner“; „likably husky voice“). Wäre sie ein paar Jahrzehnte früher geboren worden, so Scorsese, wäre sie vermutlich ein großer Star geworden.

## Filmografie (Auswahl)

### Kino
- 1962: … gefrühstückt wird zu Hause (If a Man Answers)
- 1964: Ein Goldfisch an der Leine (Man’s Favorite Sport?)
- 1965: Rote Linie 7000 (Red Line 7000)
- 1966: El Dorado
- 1980: Melvin und Howard (Melvin and Howard)

### Fernsehen
- 1963: Alfred Hitchcock presents (Krimireihe, 1 Episode)
- 1963/1964: Amos Burke (Burke’s Law) (Krimiserie, 2 Episoden)
- 1965: Perry Mason (Krimiserie, 1 Episode)
- 1968: Ihr Auftritt, Al Mundy (It Takes a Thief) (Krimiserie, 2 Episoden)
- 1974: Wonder Woman (Fernsehfilm)
- 1974: Barnaby Jones (Krimiserie, 1 Episode)